# Lilltjärnen (Degerfors socken, Västerbotten, 714668-170163)
Lilltjärnen är en sjö i Vindelns kommun i Västerbotten och ingår i Sävaråns huvudavrinningsområde.